# Windows Fundamentals for Legacy PCs
Windows Fundamentals for Legacy PCs (ou WinFLP) é um sistema operativo thin-client da Microsoft. Foi originalmente anunciado inicialmente com o nome Windows XP Reloaded mas passou a ter os codinomes de Eiger e Mönch em meados de 2005, e foi lançado em 8 de Julho de 2006.
O objetivo da Microsoft é fornecer um sistema operativo básico que possa funcionar em computadores pessoais com hardware antigo, ao mesmo tempo que preserva muito da tecnologia moderna empregada no Windows XP Service Pack 2, tais como o firewall do Windows, Política de Grupo, Actualizações Automáticas e outros serviços de gerenciamento. Num exemplo típico, os utilizadores usarão este sistema operativo em máquinas cliente para acessarem aplicativos armazenados num servidor, usando o Remote Desktop. Esta versão do Windows não dará suporte a redes sem fio 802.11, acesso via dial-up ou conexões redes virtuais privadas, mas dará suporte operacional como estação de trabalho diskless e para boot remoto. 
O seu modo de instalação é semelhante a do Windows 95,98 e ME onde é possível personalizar a instalação, seu instalador é baseado no Windows PE e não no tipo de instalação do XP.
Existe 3 opções de instalação: mínima, padrão (standard) e completa (full).
- Mínima: instala apenas o Windows, modo super reduzido não incluindo: Outlook Express, Internet Explorer, Jogos e MovieMaker, consome apenas 650MB em disco.
- Padrão: possui alguns componentes básicos do Windows que a instalação minima não disponibiliza, os principais são: o Internet Explorer e Outlook Express integrados.
- Completa: quase igual ao windows XP, porém bem mais rápida ocupa 1.2GB em disco.
O WinFLP não foi projectado para ser um sistema operativo de uso geral, e como tal, não estará disponível através dos canais de distribuição OEM habituais. A Microsoft vê o WinFLP como uma opção de actualização sem custo para corporações que possuam grande número de computadores operando com Windows 9x, e que não desejem investir em novo hardware para dar suporte a um sistema operativo completo. Portanto, está disponível apenas para os usuários do serviço Microsoft Software Assurance.
Como outros codinomes anteriores do Microsoft Windows, Whistler e Windows "Vienna" (ou Blackcomb), Eiger e Mönch são montanhas. Whistler e Blackcomb estão situados na Colúmbia Britânica, e Eiger e Mönch na Suíça.

## Requisitos mínimos do sistema
- 64MB RAM (128 MB recomendados)
- Processador Pentium de 233 MHz (ou AMD K6/Athlon/Duron)
- HD com 611 MB livres (1 GB recomendado)
- Tela com resolução 800x600 ou superior
- Placa de rede